# Kulgera (przystanek kolejowy)
Kulgera – przystanek kolejowy w pobliżu miejscowości Kulgera, na obszarze Terytorium Północnego, w Australii.
| Kulgera       |  |          |
| Linia         |  |          |
| Alice Springs |  | Chandler |